# رزان غزاوی
رزان غزاوی (عربی: رزان غزاوي؛ زادهٔ ۱۹۸۰) وبلاگنویس، فعال حقوق بشر، و مترجم اهل سوریه است. او در حوادث جنگ داخلی سوریه بسیار درگیر بوده‌است و به ویژه در مورد دستگیری فعالان سوری و نقض حقوق بشر توسط دولت بشار اسد مطالب زیادی منتشر کرده‌است. او توسط روزنامه دیلی تلگراف "وبلاگ نویس مشهور و فعال برجسته" نام گرفته‌است.
ژیلیان یورک (که به عنوان یکی از محققان برجسته در کنترل و سانسور اینترنت و به عنوان مدیر بنیاد مرزهای الکترونیکی شناخته می‌شود) نوشت که غزاوی "یکی از قهرمانان"است.
رزان غزاوی به عنوان یکی از ۱۰۰ زن برتر سال ۲۰۱۵ از نظر بی بی سی انتخاب شده است.